# نهر شبيلى
نهر شبيلى((بالصومالية: Wabiga Shabeelle)‏، (بالإنجليزية: Shebelle)‏)، وباللغة الأمهريةእደላ. يبدأ في مرتفعات إثيوبيا، ثم يتدفق جنوب شرق الصومال باتجاه مدينة مقديشو، تنعطف بشدة إلى الجنوب الغربي، حيث تتبع الساحل. تحت مقديشو، يصبح النهر موسميًا. خلال معظم السنوات، يجف النهر بالقرب من مصب نهر جوبا، بينما في مواسم هطول الأمطار الغزيرة، يصل النهر فعليًا إلى جوبا وبالتالي البحر الصومالي.

## التاريخ
في العصور الوسطى
خلال العصور الوسطى، كان نهر شبيلى تحت سيطرة سلطنة أجوران حتى أواخر القرن السادس عشر. مع الإشراف المركزي لأجوران، زادت المزارع في أفجوي  و باردير ومناطق أخرى في نهر جوبا و نهر شبيلى من إنتاجيتها. نظام قنوات للري يُعرف محليًا باسم كليو يتم تغذيته مباشرة من نهر شبيلى و نهر جوبا إلى المزارع حيث نمت الذرة الرفيعة والذرة والفاصوليا والحبوب والقطن خلال فصل الربيع و الصيف في الصومال. تم دعم نظام الري هذا من خلال العديد من السدود. لتحديد متوسط حجم المزرعة، تم اختراع نظام قياس الأرض أيضًا مع استخدام مصطلحات الموس والطراب والجلد.
أصبحت المراكز الحضرية في مقديشو ومركا
```
وباراوا
 
وكيسمايو
 و هوبيو والموانئ الأخرى ذات الصلة منافذ تجارية مربحة للسلع الناشئة من داخل الولاية. جلبت المجتمعات الزراعية الصومالية في المناطق النائية من وديان نهر جوبا وشبيلى محاصيلها إلى المدن الساحلية الصومالية، حيث تم بيعها للتجار المحليين الذين حافظوا على تجارة أجنبية مربحة مع السفن التي تبحر من الجزيرة العربية وبلاد فارس و الهند والبندقية ومصر. 
والبرتغال
 وبعيدة مثل جاوا 
والصين
.
```

في العصر الحديث 
منبع نهر شبيلى يزرعه أرسي أورومو وسيدامو ومعظمهم من الصوماليين على التوالي. إنه محاط بسور مقدس مشجر بأشجار العرعر، والذي كان اعتبارًا من عام 1951 تحت حماية عضو مسلم من ارسي، وفي عام 1989، بمساعدة المهندسين السوفيت، تم بناء سد ملكى وكانا على الروافد العليا لنهر شبيلى في جبال بلى. ينتج هذا السد 153 ميغاوات، وهو أكبر مولد للطاقة الكهرومائية في إثيوبيا.
يتميز التاريخ الحديث لنهر شبيليى بالفيضانات المفاجئة المدمرة المتكررة. يقال إن نهر شبيلى كان يتدفق مرة كل سنتين قبل الستينيات ؛ شهد ذلك العقد فيضانات مدمرة اثنين فقط، هيديجساي في عام 1965، والسوجود في عام 1966،في سبعينيات القرن الماضي، كان أكثر الفيضانات تدميراً هو الكبائية عام 1978 في سبعينيات القرن الماضي، كان أكثر الفيضانات تدميراً هو الكبائية .
في عام 1996، دمرت الفيضانات ثلاث ولايات في إثيوبيا. في 23 أكتوبر 1999، فاض النهر بشكل غير متوقع في منتصف الليل، مما أدى إلى تدمير المنازل والمحاصيل في 14 من أصل 117 كيبل في كيلافو وريدا، بالإضافة إلى 29 من 46 كيبل في مستهل ووريدا المجاورة. وفقًا للسلطات المحلية، نفوق 34 شخصًا ونفق ما يقدر بنحو 750 رأسًا من الماشية، وتضرر 70 ألفًا من الفيضانات . فيضان آخران كانا تباطؤا في عام 2003، عندما جرفت الفيضانات حوالي 100 رأس من الماشية و 119 شخصًا، وفيضان أبريل 2005، عندما أحاطت مياه الفيضانات بحوالي 30000 شخص، وجرفت الفيضانات 2000 جمل و 4000 شباك؛ يعتبر بعض السكان المحليين هذا أسوأ فيضان منذ 40 عامًا.

كما تسسب النهر عقب الفيضانات متكررة تشريد الآلاف من سكان مدينةبلدوين وحصد أرواحهم من ضمن الفيضانات في الصومال.